# Palazzo delle Poste (Forlì)
Il Palazzo delle Poste e dei Telegrafi di Forlì è ubicato in Piazza Aurelio Saffi, sulla quale risulta prospiciente il prospetto principale, lateralmente confina con il Corso Giuseppe Mazzini e con la Piazzetta Don Pippo (già Piazzetta della Posta), mentre il prospetto posteriore si affaccia sulla Via Guido Bonatti.

## Storia
Dopo l'unificazione del Regno d'Italia le Poste furono ospitate da Palazzo Pettini, sito in piazza del Duomo in alcuni locali di proprietà demaniale attigui a quelli occupati dagli uffici del Regio Genio Civile e, in seguito, presso alcuni ambienti ricavati al piano terra e al mezzanino del Palazzo dell'Intendenza di Finanza, ubicato in Piazza Maggiore (attuale Piazza Aurelio Saffi) all'angolo con Via Jacopo Allegretti (1885-1909); il primo Ufficio Telegrafico fu realizzato nel 1857 all'interno della torre civica e in seguito trovò collocazione provvisoria presso il Palazzo della Provincia, sito in via delle Torri e presso il Palazzo Rolli, ubicato in piazza Maggiore, per poi unificarsi al servizio postale nel 1889 presso la sede ricavata nel Palazzo dell'Intendenza di Finanza.
Nel 1909 i servizi postali e telegrafici si trasferirono in piazza XX Settembre.
Successivamente, alla fine degli anni venti, constatata l'assoluta insufficienza dell'esistente edificio, il Ministero delle comunicazioni predispose un progetto per l'ampliamento dei locali che risultò tuttavia inadeguato rispetto alle effettive esigenze rappresentate, in considerazione anche della prevista costituzione degli uffici della Direzione Provinciale delle Regie Poste. Si convenne pertanto di studiare la possibilità di ubicare altrove gli uffici, pur mantenendoli in zona centrale, realizzando un nuovo fabbricato.

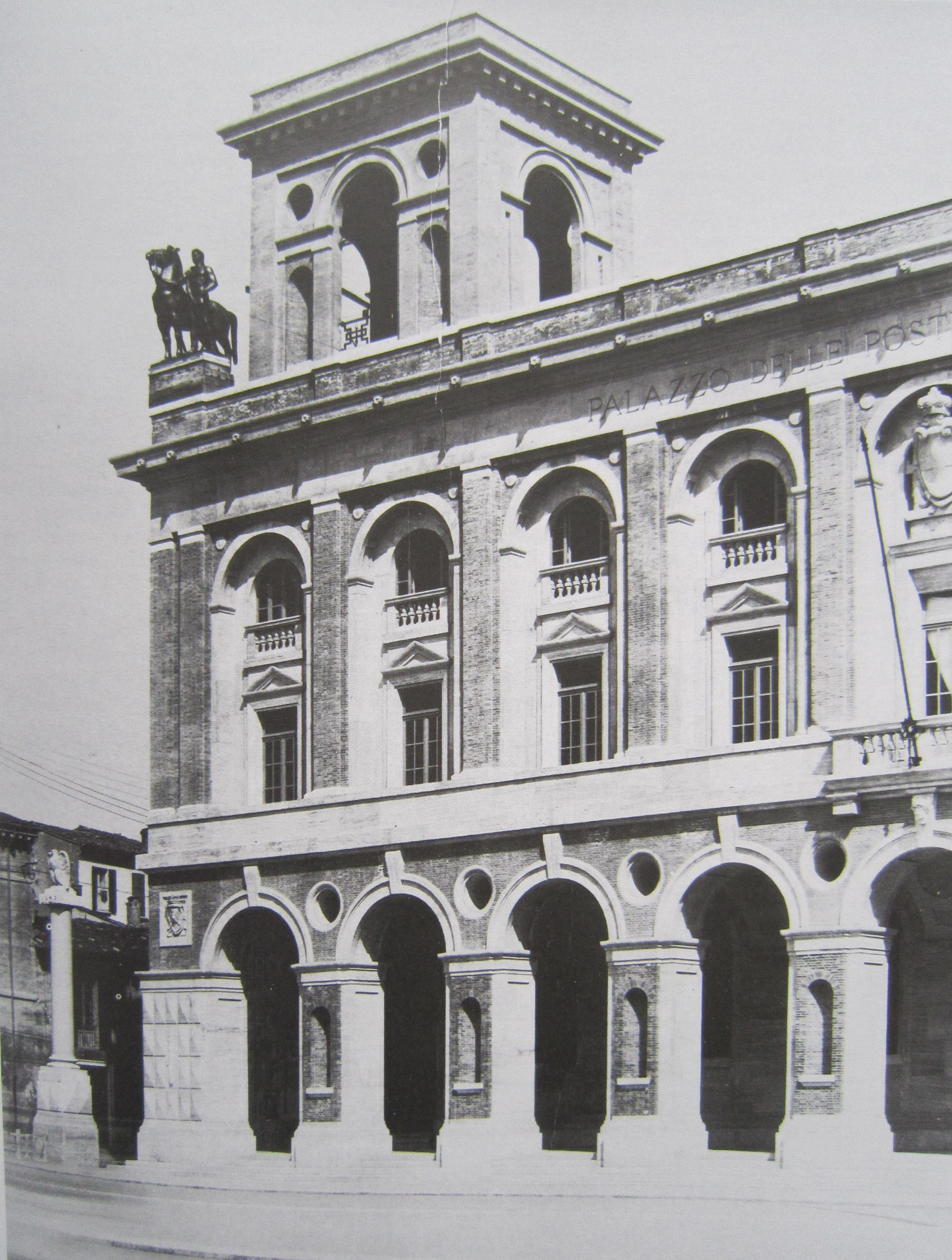
Il palazzo delle Poste come appariva nel 1933. La scultura venne rimossa immediatamente per motivi estetici per essere collocata sopra un analogo edificio postale progettato dal Bazzani a Pescara.

Alla fine di luglio 1930 il governo Mussolini dispose l'edificazione di vari uffici postali centrali, tra cui quello di Forlì.
Il Ministro delle comunicazioni Costanzo Ciano incaricò per il progetto e la direzione artistica dei lavori l'ingegnere architetto Cesare Bazzani (1873-1939), accademico d'Italia e noto progettista di numerosi edifici istituzionali, compresi diversi palazzi postali (Imperia, San Remo, Faenza, Ascoli Piceno, Macerata, Terni, Viterbo, Rieti, Pescara, Taranto, ecc.).
Scartata la prima ipotesi di realizzare il fabbricato nell'area delle ex case Baratti in Corso Vittorio Emanuele (attuale Corso della Repubblica), presentando tale luogo un fronte troppo limitato per una razionale distribuzione dei servizi, si decise, probabilmente su indicazione dello stesso Capo del Governo, di erigere il palazzo sul lato nord della Piazza Saffi, in corrispondenza della cosiddetta “Isola Castellini”, previa la demolizione degli edifici esistenti.
Il bozzetto del nuovo Palazzo delle Poste e dei Telegrafi di Forlì, con il preventivo benestare del Duce, venne presentato dall'architetto Bazzani alle autorità locali ed alla cittadinanza in data 22/12/1930. Il relativo progetto fu redatto il 12/01/1931 ed approvato dal Ministro per le Comunicazioni Ciano con Decreto Ministeriale del 17/01/1931. La successiva variante, di cui al progetto in data 07/10/1931, fu approvata dal medesimo con Decreto Ministeriale del 20/10/1931.
I decreti prefettizi del 20/02/1931 (occupazione temporanea) e del 18/11/1931 (occupazione permanente) disposero l'esproprio degli immobili di proprietà Pantoli, Rolli, Landini, Danesi e Monti. La convenzione stipulata il 31/10/1931, fra il Ministero ed il Municipio di Forlì, stabilì la partecipazione di quest'ultimo alle spese di costruzione del nuovo edificio postale, per l'importo di lire 700'000 e l'acquisizione gratuita di alcune aree, porzioni di piazze e strade, di proprietà del medesimo.
Nella primavera del 1931 fu disposto lo sgombero di tutti gli ambienti espropriati, per la gran parte affittati ad uso abitativo, il trasferimento di alcune attività commerciali presso i locali messi a disposizione al piano terreno dell'edificio del Monte di Pietà ed il pagamento di tutte le indennità di esproprio spettanti ai proprietari, nonché di una somma, a titolo di risarcimento, agli esercenti sfrattati. 
I lavori di demolizione degli edifici espropriati, appaltati in data 17/06/1931 all'Impresa Teofilo Raimondi e C. di Cesena, ebbero inizio nel luglio successivo e proseguirono per tutta l'estate. 
Nel settembre del 1931 fu definita l'esatta ubicazione del nuovo palazzo, prevedendone l'ulteriore arretramento rispetto alla linea dei fabbricati demoliti, in modo tale da allargare la prospettiva della piazza, ottenere un più ampio sbocco stradale lungo il Largo De Calboli ed una maggiore ampiezza visionale sulle facciate monumentali della chiesa romanica di San Mercuriale e del retrostante Palazzo Paolucci - De Calboli.
I lavori di costruzione del nuovo edificio postale, assegnati all'Impresa Ettore Benini di Forlì con contratto in data 29/08/1931, ebbero inizio nel novembre del 1931 ed ultimazione, per la gran parte, nell'Ottobre del 1932. 
La direzione dei lavori fu affidata alla Sezione Lavori di Bologna delle Ferrovie dello Stato, nella persona dell'ingegnere Presutti, per conto del capo sezione ingegnere Agazzi.
Il palazzo venne inaugurato il 30/10/1932, alla presenza del Capo di Governo, nel periodo di ricorrenze legate al decennale della Marcia su Roma.
Il costo dell'opera, per quanto riportato dai giornali dell'epoca, ammontò a lire 6'680'000, di cui lire 4'500'000 per lavori, lire 2'000'000 per espropriazioni e lire 180'000 per arredamenti. 
L'immobile fu assunto in carico nella consistenza patrimoniale della Amministrazione Postale e Telegrafica mediante verbale di consegna del 03/04/1933, redatto dalla Sezione Lavori di Bologna delle Ferrovie dello Stato. Da quella data, gli uffici della Direzione Provinciale ed i servizi postali e telegrafici iniziarono l'attività presso la nuova sede.
Il 25 agosto 1944, in occasione dei bombardamenti aerei che colpirono anche la città di Forlì, il palazzo fu seriamente danneggiato, con particolare riferimento alle strutture di copertura, al salone pubblico ed alle facciate prospicienti la Piazza Aurelio Saffi e la Piazzetta della Posta. 
Parte degli uffici venne trasferita, per un breve periodo, presso un immobile sito nella frazione di San Martino in Strada e, successivamente, presso alcuni locali della sede del Monte di Pietà, ubicata in Corso Giuseppe Garibaldi. 
I lavori di ricostruzione, curati dal Genio Civile, iniziarono nel 1946 protraendosi fino al 1950.

### Modifiche
La consultazione dei documenti depositati presso l'Archivio di Stato di Forlì (Fondo Genio Civile – Danni di guerra) e presso l'archivio dell'Ufficio Lavori P.T. di Bologna, ha permesso di fissare nel tempo le principali modifiche apportate al fabbricato, in raffronto allo stato originario restituito dai disegni architettonici e strutturali di liquidazione, in carico all'archivio storico delle Ferrovie dello Stato.
L'edificio, internamente, è stato interessato da vari lavori di sistemazione, adeguamento e ridistribuzione dei servizi, che in taluni casi hanno determinato modifiche strutturali. Negli anni 1960/70 fu realizzato un piano mezzanino, fra i piani rialzato e primo, demolita una scala in cemento armato di collegamento al piano sottotetto e trasferita una parte dei servizi igienici. Altri interventi di ristrutturazione hanno comportato l'ampliamento o riduzione di vari locali, la sostituzione di pavimenti e di serramenti, nonché la modifica delle strutture di sportelleria oltre la quota del piano del bancone. Più recentemente, alla fine degli anni 90, interventi di ammodernamento hanno interessato parte del piano secondo, a seguito dello smantellamento della sala telegrafica. Nel 2003 l'ex sala smistamenti-sezione pacchi, posta al piano rialzato, è stata ristrutturata per essere adibita a servizi di sportelleria e consulenza, in base ai nuovi layout aziendali.
Per quanto riguarda le parti esterne, si evidenziano il ridimensionamento di una apertura di accesso ai locali di smistamento (piano di carico), sulla Via Guido Bonatti, eseguito in armonia con le finestre poste al piano rialzato (Genio Civile 1946-50); la costruzione del torrino di copertura relativo al locale macchine del nuovo ascensore, installato lungo il vano scala di servizio con accesso dalla medesima Via Guido Bonatti (Ufficio Lavori P.T. 1960); la realizzazione di due pensiline in ferro-vetro e la sostituzione di alcuni serramenti esterni prospicienti la corte-chiostrine; la sostituzione del serramento relativo all'ingresso al garage, sulla Piazzetta Don Pippo (Ufficio Lavori P.T. 1960/80). Non risultano invece eseguite opere di ristrutturazione esterna, a seguito dei ripristini dei danni di guerra, fatta eccezione per alcuni interventi di rifacimento del manto di copertura e per i recenti lavori di pulizia e restauro del loggiato effettuati nel 2001.

## Descrizione
Da un esame della documentazione grafica, depositata presso l'Archivio di Stato di Terni e presso l'Archivio Storico delle Ferrovie, si è appreso che almeno tre furono le proposte redatte dall'architetto Bazzani per il nuovo Palazzo delle Poste. Il progetto selezionato fu poi rielaborato più volte apportandovi rilevanti modifiche dimensionali ed architettoniche.
L'aggiunta di una campata laterale e l'ulteriore elevazione delle torri conferirono all'edificio l'imponenza celebrativa richiesta all'opera dello Stato, mentre la riduzione degli elementi decorativi ed artistici ne rafforzò il carattere della sobrietà, più confacente alla destinazione del palazzo.
All'interno dell'edificio, il salone delle sportellerie, previsto originariamente di forma rettangolare, come il relativo velario, venne poi realizzato di forma semicircolare e sovrastato da una copertura a semicupola con lucernari multipli e lacunari in cemento armato. Ne conseguirono modifiche alle strutture, alla distribuzione dei locali adiacenti, alla tipologia della sportelleria ed alle finiture generali della sala.
Il palazzo è in stile classico modernizzato, rientrando in quella serie di opere di transizione che accompagnarono il Bazzani verso una “forzata” evoluzione modernista, ancora più evidenziata dalla progettazione del vicino Palazzo degli Uffici Statali (1934-38). Per quanto concerne la tipologia, il progettista ripropose quella fissata nella seconda metà degli anni venti, caratterizzata da un doppio ordine con arco a tutto sesto e torrette d'angolo, in un contesto di rigide simmetrie, apportando le modifiche dettate dalle caratteristiche del luogo.
I prospetti sono contraddistinti dall'uso prevalente del laterizio arrotato a vista, come omaggio contestualistico al colore della piazza e della limitrofa chiesa di San Mercuriale, inframmezzato da fasce in travertino di Rapolano, quale espressione della tradizione edilizia romana e nazionale ed in pietra artificiale con finitura a graniglia o finto travertino.
Il fabbricato è costruito su di un impianto di forma rettangolare con corte centrale e composto da tre piani fuori terra (escluso il sottotetto e le torrette) ed un seminterrato. L'edificio è completamente isolato ed ha le dimensioni di 52x38 m circa, la corte ha le dimensioni di 34x15 m circa e l'altezza massima, riferita al piano di calpestio del seminterrato, è di 36 m circa.
Il prospetto principale comprende, al piano rialzato, un profondo porticato a nove archi da cui si accede alle sale del pubblico ed allo scalone direzionale. Le colonne, provviste di nicchia ad arco ed occhio superiore, sono rivestite in travertino e cotto, le pareti interne sono rivestite in travertino, mentre la pavimentazione è realizzata a settori con marmi policromi a disegni geometrici, le rampe a gradini sono in granito e la volta è a stucchi. I rivestimenti dei paramenti d'angolo, rifiniti a bugna di diamante, sono anch'essi in travertino.
Due colonne ornamentali in granito rosa, su basamento in travertino, fiancheggiano sui due lati il portico e sorreggono l'aquila bronzea. 
Una fontana ornamentale, anch'essa in granito rosa e travertino, ideata dall'architetto Bazzani, doveva essere posata al centro della pedana salvagente antistante il palazzo, a completamento dell'opera. All'ultimo momento, in accordo col Comune, fu deciso di collocarla nel piazzale antistante la stazione ferroviaria, in asse col nuovo Viale Benito Mussolini (attuale Viale della Libertà), all'estremo opposto del Monumento ai Caduti ed alla Vittoria, progettato dal medesimo Bazzani. La fontana fu distrutta in occasione dei bombardamenti aerei del 1944.
Nella parte superiore del palazzo, interamente rivestita in travertino ed in mattoni a vista, si aprono, in corrispondenza delle volte del porticato, nove grandi arcate, sotto ognuna delle quali sono state realizzate due finestre sovrapposte, di cui l'inferiore fornita di timpano e l'altra di arco. La finestra centrale è più vasta delle altre, completa di ampio balcone in granito e travertino, provvisto di portabandiera e sormontato da uno stemma marmoreo. Le nove campate sono ordinate da colonne in mattoni a vista che sorreggono il coronamento, evidenziato da una fascia in finto travertino, recante l'iscrizione “Palazzo delle Poste e dei Telegrafi”.
La facciata è delimitata superiormente da un cornicione, di discreto aggetto, costruito in calcestruzzo con finitura a graniglia. L'attico, realizzato in mattoni a vista con sovrastanti blocchi di travertino, fu maggiorato in fase successiva, contro il parere del Bazzani, allo scopo di nascondere la falda di copertura in coppi, che il progettista aveva volutamente reso visibile dalla piazza, in armonia con gli altri edifici affacciati sulla medesima.
Due torrette simmetriche, con arcate sui quattro lati, si ergono, leggermente arretrate, agli angoli del fabbricato. Le facciate delle torri, in laterizio a vista, ripropongono il motivo architettonico delle campate del porticato, con l'uso prevalente della pietra artificiale per gli ornati in luogo del travertino. La parte superiore è delimitata da un cornicione con base dentellata in finto travertino.
Le facciate laterali ed il prospetto posteriore, quest'ultimo arricchito da un balcone centrale in granito e travertino, sono caratterizzate da un maggiore uso della pietra artificiale e risultano complessivamente più semplici.
La Carta della Tutela Monumentale del Comune di Forlì classifica il fabbricato in questione con tutela monumentale di tipo “ipso jure”. Il Piano Regolatore vigente inserisce l'edificio in Zona A - Centro Storico. L'immobile, di proprietà della Poste Italiane S.p.A., risulta catastalmente identificato al N.C.E.U. del Comune di Forlì al Foglio 178, Mappali 114, 116 e 125.

### Opere d'arte

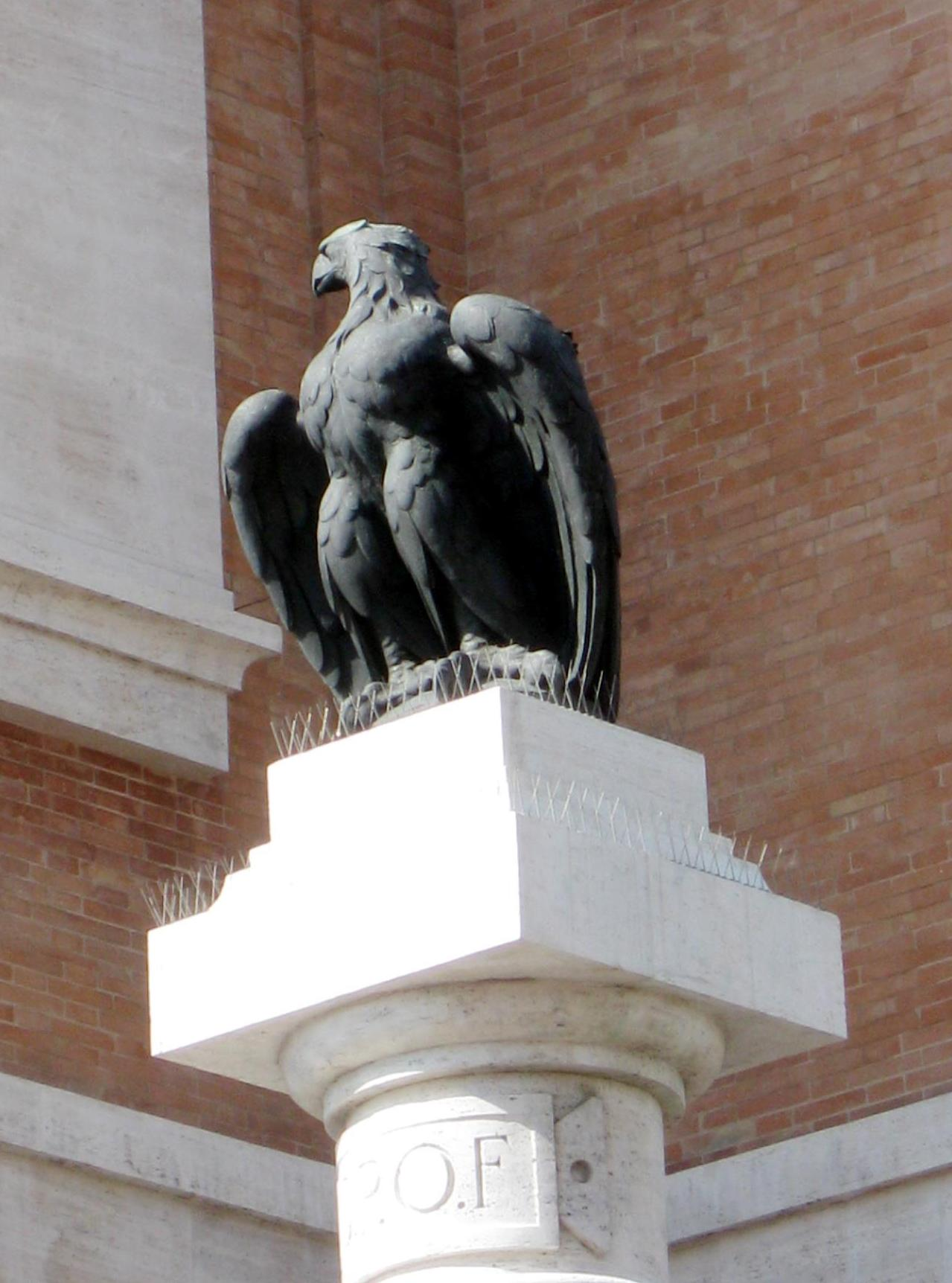
Una delle due aquile in bronzo.

Il Palazzo delle Poste e dei Telegrafi è ritenuto uno degli edifici forlivesi più ricchi, sotto il profilo figurativo e dell'alto artigianato artistico, nonostante le numerose perdite conseguenti agli eventi politici e bellici. Parecchi sono gli artisti che hanno operato nell'ambito della realizzazione del fabbricato: l'architetto e scultore Roberto De Cupis, gli scultori Bernardo Morescalchi, Ugo Savorana e Mario Miserocchi, il pittore Giovanni Marchini.

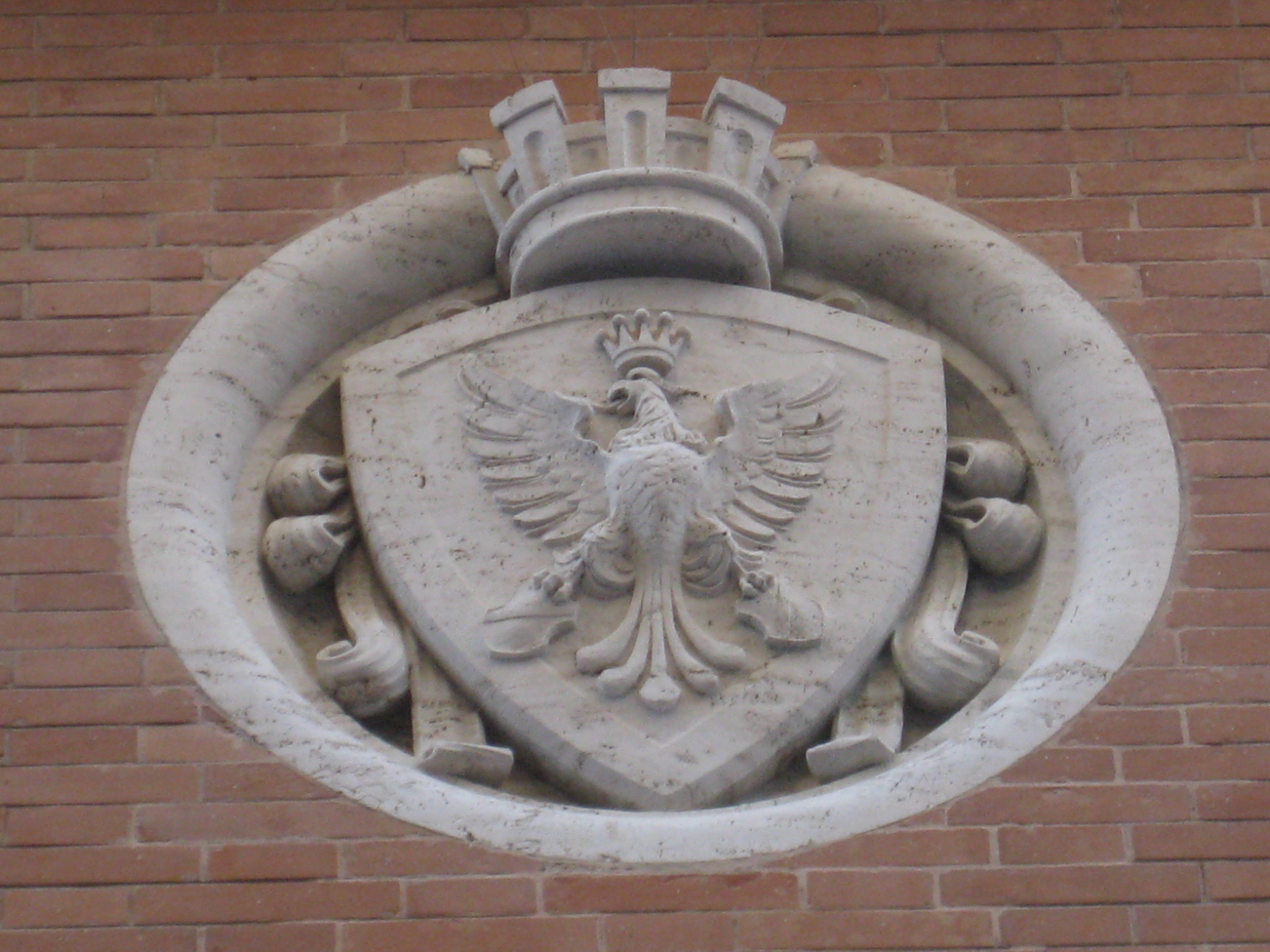
Lo Stemma di Forlì, sul prospetto posteriore.

Osservando il prospetto principale del palazzo sono visibili diverse opere in travertino: due stemmi del Comune di Forlì posti sulle colonne d'angolo del portico, una testa alata raffigurante Mercurio, collocata in corrispondenza del concio di chiave dell'arcata centrale ed uno stemma sovrastante il balcone principale. Quest'ultimo in origine era posto fra due fasci littori e recava l'emblema sabaudo sormontato dalla corona reale. Due fasci littori, collocati originariamente al centro del paramento bugnato delle colonne d'angolo del portico, furono rimossi a seguito della caduta del regime. Due grandi fasci littori erano collocati in corrispondenza delle arcate anteriori delle torri all'inaugurazione del palazzo.
Due sculture bronzee, raffiguranti l'aquila romana, sormontano le colonne in travertino-granito poste lateralmente al palazzo. Tali sculture sostituirono dopo circa un anno le aquile in travertino presenti all'inaugurazione dell'edificio. Queste ultime risultano attualmente depositate presso l'area esterna di un centro sportivo ubicato in Via Campo di Marte. Le aquile bronzee sono state restaurate nel 2001. Di entrambe le opere non è certa l'attribuzione.
Due gruppi statuari bronzei realizzati dallo scultore carrarese Bernardo Morescalchi, raffiguranti un cavallo con accanto un messaggero, dovevano sormontare le estremità del coronamento della facciata, ma per motivi estetici furono rimossi subito dopo la posa, avvenuta nella primavera del 1933, per essere collocati sopra un analogo edificio postale progettato dal Bazzani a Pescara. È probabile che le due sculture siano state distrutte dall'industria bellica come numerose altre opere metalliche di quella città.
Osservando i prospetti laterali, sono visibili uno stemma del Comune di Forlì (lato Piazzetta Don Pippo) ed uno stemma sabaudo (lato Corso Giuseppe Mazzini), entrambi in pietra artificiale, sovrastanti una lapide in travertino priva di incisioni. Gli stemmi erano collocati originariamente fra una coppia di fasci littori che furono rimossi alla caduta del regime.
Osservando il prospetto posteriore, sono visibili uno stemma in travertino, posto in corrispondenza del sopraluce relativo all'ingresso di servizio, originariamente collocato fra due fasci littori e recante l'emblema sabaudo sormontato dalla corona reale e due tondi scultorei, sempre in travertino, raffiguranti gli stemmi del Comune e della Provincia di Forlì. Tre fasci littori in pietra artificiale, collocati in origine all'interno del timpano triangolare delle finestre poste al piano primo, furono rimossi alla caduta del Fascismo.

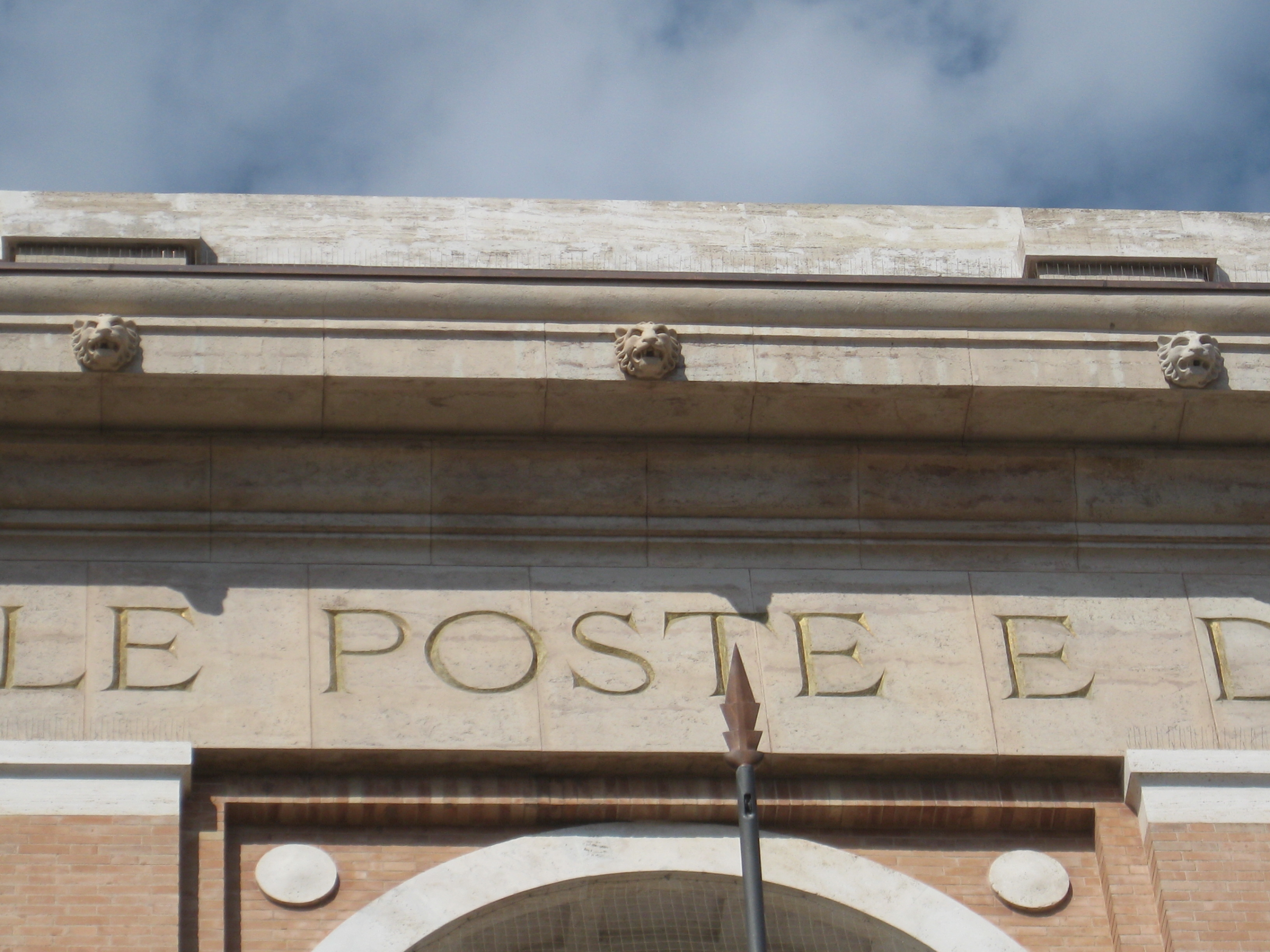
Teste di leone che ornano il cornicione.

Il cornicione perimetrale è decorato da cinquantadue testine di leone realizzate in cemento graniglia. Numerose di queste, risultando deteriorate, sono state rimosse recentemente per evitare la pericolosa caduta di frammenti al suolo.
I due balconi centrali sono provvisti di porta bandiera in ferro battuto decorato a forma di caveja, simbolo tradizionale romagnolo, con anelli in rame e figura di aquila ghibellina forlivese.
Il cancello scorrevole posto all'ingresso dell'atrio pubblico, le finestre relative ai piani scantinato e rialzato, i sopraluce ad arco relativi ai sei ingressi all'edificio e le aperture anteriori delle torrette, sono forniti di inferriate artistiche ideate da Roberto De Cupis ed eseguite dalla Bottega Matteucci di Faenza, ai quali si deve anche la realizzazione delle ringhiere dello scalone direzionale. Le inferriate collocate sul prospetto principale e le ringhiere sono decorate con elementi in rame.
All'interno dell'edificio, sistemata al centro del salone del pubblico, risulta di particolare pregio la scultura bronzea raffigurante una figura femminile, sorreggente un orologio su quadrante di onice (poi asportato), anch'essa modellata dallo scultore Bernardo Morescalchi. Alle spalle della statua è collocato un pannello di onice del Marocco. Risultano invece rimossi il busto marmoreo del Duce, ideato da Roberto De Cupis, originariamente collocato nel salone del pubblico ed i pannelli decorativi eseguiti dal pittore forlivese Giovanni Marchini per i soffitti delle sale della Direzione e del Consiglio, poste al primo piano dell'edificio.
Nella sala della Direzione il Marchini dipinse al centro gli stemmi d'Italia e della provincia di Forlì, collegati da un fascio littorio stilizzato, due grandi cavalli raffiguranti la posta terrestre e la posta aerea, il tutto attorniato dagli stemmi dei quattro circondari e dei comuni più importanti della provincia. Nell'attigua sala del Consiglio dipinse una figura femminile incoronata e avvolta nel tricolore, simboleggiante l'Italia, dalla quale si dipartono le onde del genio spandendosi per tutto il mondo.
Le sale del pubblico sono certamente gli ambienti più adorni del palazzo. Le pareti ed i banconi degli sportelli sono rivestiti in marmo di Trani venato, i pavimenti sono realizzati a settori con marmi colorati a disegni geometrici, i soffitti sono decorati a stucchi. La struttura degli sportelli attualmente è di tipo blindato con profili in alluminio e vetri anticrimine, ma in origine era costruita in legno e disegnata in armonia con gli altri serramenti presenti nel salone e nell'atrio di servizio. La struttura lignea originaria è restituita dai grafici di progetto depositati presso l'Archivio di Stato di Forlì. Quella ricostruita nel primo dopoguerra e sostituita negli anni sessanta, anch'essa in legno, ma diversamente disegnata, è visibile in alcune fotografie dell'epoca appartenenti ad una raccolta privata. Il casellario postale è sistemato nell'apposita saletta accessibile sul lato destro dell'atrio, in posizione frontale all'accettazione telegrafica (attuale sala consulenza). Il vecchio casellario, interamente rivestito in legno, fu rimosso alla fine degli anni cinquanta per essere sostituito con un manufatto metallico. In quel periodo furono commemorati i postelegrafonici forlivesi caduti in guerra, trascrivendone i nomi sulla targa marmorea sovrastante il casellario.
Gran parte delle lampade di Murano installate in origine negli ambienti principali del palazzo, delle quali resta agli atti un dettagliato riepilogo allegato al citato verbale di consegna dell'edificio, furono distrutte od asportate. Fanno eccezione le torcere luminose ed i rosoni a soffitto posti nel salone del pubblico, le lampade a parete ed il lampadario a sospensione collocati nello scalone direzionale.
In occasione dei recenti lavori di restauro del portico, nell'ambito della realizzazione del nuovo impianto di illuminazione, sono stati installati tre nuovi lampadari in ferro battuto con vetri piombati, realizzati dalla ditta fratelli Nicoletti di Forlì, sulla base dei disegni eseguiti dalla Bottega Ravaglioli di Modigliana per le lanterne dell'Ufficio Postale di Predappio Nuova.

### Caratteristiche costruttive e finiture esterne
Le strutture portanti verticali sono realizzate in cemento armato e in muratura di laterizio, quelle orizzontali sono in cemento armato ed in latero-cemento. La struttura di copertura a falde inclinate, suddivisa in quattro settori, è realizzata con capriate e sovrastante doppia orditura in legno e tavelloni. La copertura piana delle torrette è in latero-cemento.
Il manto della copertura a falde è realizzato con tegole portoghesi e coppi di diversa epoca e tipologia (in origine solo coppi). Le coperture delle torrette e del salone pubblico sono impermeabilizzate con guaina bituminosa. I canali di gronda posti in aggetto sono costituiti da elementi prefabbricati in cemento-graniglia, anch'essi impermeabilizzati con guaina. Le lattonerie (canali di gronda interni, scossaline, converse, ecc.) sono in lamiera di ferro. I pluviali, del tipo incassato, sono in ghisa; quelli esterni, relativi alla corte, sono in cemento.
La finitura prevalente dell'involucro esterno è il laterizio a vista, alternato da rivestimenti in travertino ed in pietra artificiale. I paramenti del sottoportico e quelli laterali bugnati a diamante sono in travertino. Le facciate prospicienti il cortile interno sono intonacate.
La pavimentazione relativa alle due torrette è in mattonelle di graniglia, quella relativa alle due chiostrine interne è in piastrelle di cemento. La pavimentazione del sottoportico è in marmo, le rampe a gradini sono rivestite in granito. Il marciapiede comunale è realizzato con piastrelle di cemento ricoperto da uno strato di agglomerato bituminoso.
Gli infissi esterni relativi ai piani scantinato e rialzato sono in ferro-vetro, con eccezione di alcuni serramenti relativi alla sala retrosportelleria che risultano in alluminio-vetro (in origine ferro-vetro). Gli infissi esterni relativi ai piani primo e secondo sono in legno-vetro, con eccezione di alcuni serramenti relativi al piano primo, prospicienti il cortile interno, che risultano in alluminio-vetro (in origine legno-vetro). Le porte di accesso al piano della torretta sono in legno. Il finestrino prospiciente la Via Guido Bonatti, relativo al torrino del vano ascensore, è in ferro-vetro.
Nel loggiato sono presenti tre ingressi all'edificio, di cui due forniti di portoni in legno di noce (civ. 27 e 29) ed uno centrale, relativo al salone pubblico, attrezzato con un cancello scorrevole in ferro-vetro e protetto da inferriate artistiche (civ. 28). L'ingresso al garage posto sulla Piazzetta Don Pippo (civ. 1) è attrezzato con un serramento in alluminio-vetro e protetto esternamente con una serranda in acciaio zincato (in origine ferro-vetro - protezione con inferriate artistiche). Gli ingressi di servizio posti sulla Via Guido Bonatti (civ. 2) e sul Corso Giuseppe Mazzini (civ. 2) sono forniti di portoni in legno.